# Neoneli
Neoneli (sardinski: Neunèle) je grad i općina (comune) u pokrajini Oristanu u regiji Sardiniji, Italija. Nalazi se na nadmorskoj visini od 554 metra i ima 684 stanovnika.
 Prostire se na 48,01 km². Gustoća naseljenosti je 14 st/km².
Susjedne općine su: Ardauli, Austis, Boroneddu, Nughedu Santa Vittoria, Ortueri, Sorgono i Ula Tirso.